# Medjez Sfa
Medjez Sfa est une commune de la wilaya de Guelma en Algérie.